# جون هانكوك (سياسي)
جون هانكوك (بالإنجليزية: John Hancock)‏ هو محامي وقاضي وسياسي أمريكي، ولد في 24 أكتوبر 1824، وتوفي في 19 يوليو 1899 في أوستن في الولايات المتحدة. حزبياً، نشط في الحزب الديمقراطي. وقد انتخب عضو مجلس نواب تكساس وانتخب عضو مجلس النواب الأمريكي.